# Straßmühle (Altötting)
Die Straßmühle ist eine ehemalige Wassermühle im nördlichen Stadtgebiet der oberbayerischen Kreisstadt Altötting.
Sie wurde am rechten Ufer des Triebwerkskanals, einem Nebenkanal des Mörnbachs, errichtet.
Die Straßmühle war – zuletzt 1888 – als eigener Gemeindeteil ausgewiesen.
Sie dient heute als Wohngebäude.